# 雀兒喜市場

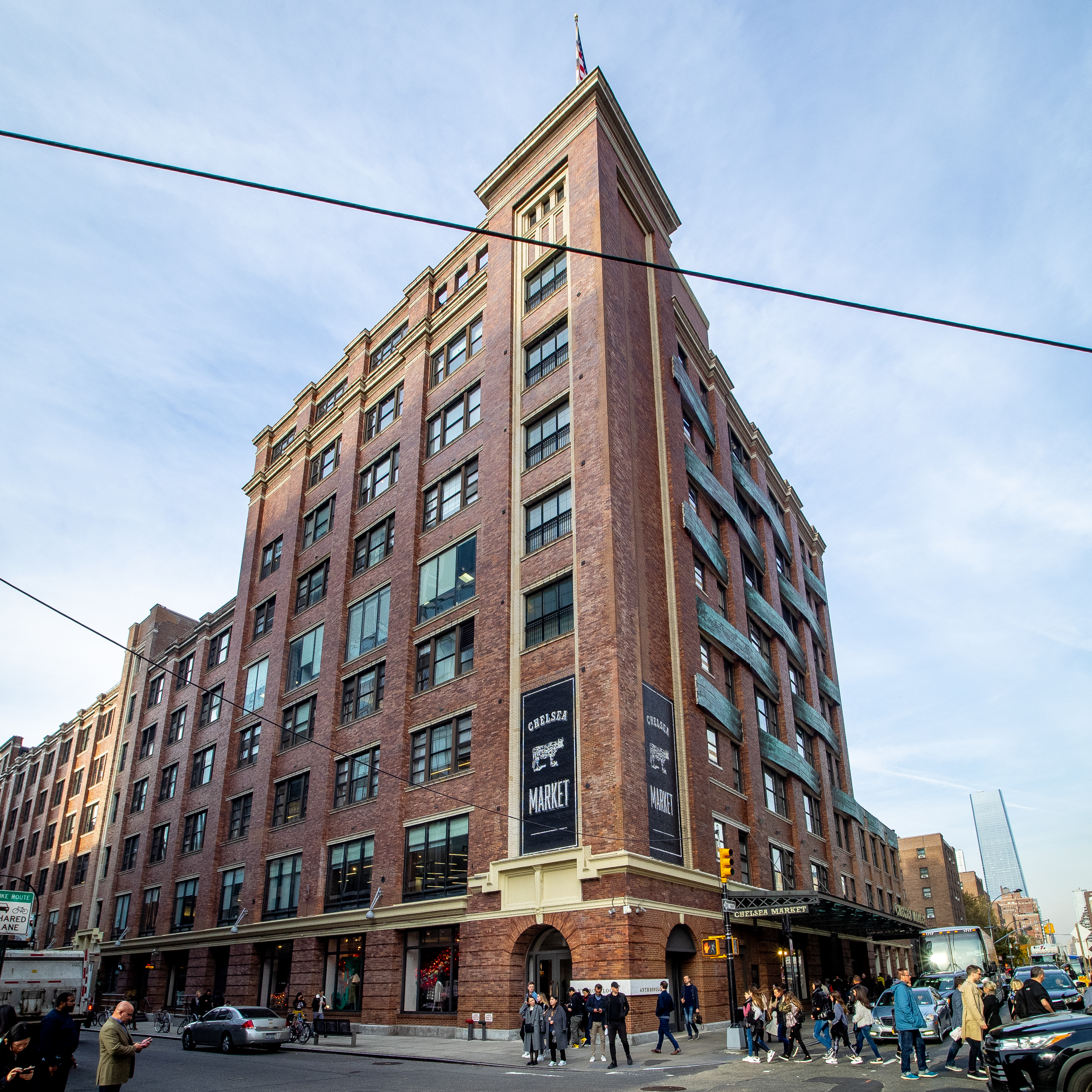

雀兒喜市場（Chelsea Market）是美國紐約市的一座食品市場、辦公樓、電視製作設施。位於雀兒喜。這座建築修建於1890年代，原本為餅乾和休閒食品品牌納貝斯克的廠房，知名的奧利奧餅乾曾在此發明及生產。大樓於1990年代改建，地面層為零售空間，上面樓層為辦公室，現在由Google的母公司Alphabet Inc.所有。

## 外部連結
- Official website （页面存档备份，存于）
- Chelsea Market Official Online Ordering and Delivery （页面存档备份，存于）